# Séverine Eraud
Séverine Eraud (Châteaubriant, 24 februari 1995) is een Franse wielrenster die anno 2025 rijdt voor de wielerploeg Saint Michel-Preference Home-Auber93.

## Carrière
In 2013 won Eraud de tijdrit tijdens de Franse- de Europese- en Wereldkampioenschappen wielrennen voor junior vrouwen. In 2019 won ze het Frans kampioenschap tijdrijden bij de elite.

## Palmares
2012
 Frans kampioenschap tijdrijden, junior vrouwen
2013
 Frans kampioenschap tijdrijden, junior vrouwen
 Frans kampioenschap op de weg, junior vrouwen
 Europees kampioenschap tijdrijden, junior vrouwen
 Europees kampioenschap op de weg, junior vrouwen
 Wereldkampioenschap tijdrijden, junior vrouwen
Chrono des Nations, junior vrouwen
2014
 Europees kampioenschap tijdrijden, beloften vrouwen
2015
Jongerenklassement Tour de Feminin - O cenu Českého Švýcarska
2016
 Europees kampioenschap tijdrijden, beloften vrouwen
2017
 Frans kampioenschap tijdrijden
Jongerenklassement Tour de Feminin - O cenu Českého Švýcarska
2018
 Frans kampioenschap tijdrijden
Flanders Ladies Classic - Sofie De Vuyst
2019
 Frans kampioenschap tijdrijden

### Uitslagen in voornaamste wedstrijden
| Jaar | Gent-Wevelgem | Ronde van Vlaanderen | Parijs-Roubaix | Amstel Gold Race | Luik-Bast.‑Luik | Strade Bianche |  | WK op de weg |
| ---- | ------------- | -------------------- | -------------- | ---------------- | --------------- | -------------- |  | ------------ |
| 2015 |               | opgave               |                |                  |                 |                |  |              |
| 2016 |               |                      |                |                  |                 | opgave         |  |              |
| 2017 |               |                      |                |                  |                 |                |  |              |
| 2018 | 40e           | opgave               |                | 69e              | opgave          |                |  |              |
| 2019 | 91e           | 50e                  |                | opgave           | opgave          |                |  | 85e          |
| 2020 |               |                      |                |                  |                 |                |  |              |
| 2021 |               |                      |                |                  |                 |                |  |              |
| 2022 |               |                      |                |                  |                 |                |  |              |
| 2022 |               |                      |                |                  |                 |                |  |              |
| 2023 |               |                      | buit.tijd      | opgave           | opgave          | opgave         |  |              |

## Ploegen
- 2015 -  Poitou-Charentes.Futuroscope.86
- 2016 -  Poitou-Charentes.Futuroscope.86
- 2017 -  FDJ Nouvelle Aquitaine Futuroscope
- 2018 -  Experza-Footlogix
- 2019 -  Doltcini-Van Eyck Sport
- 2020 -  Charente-Maritime Women Cycling
- 2021 -  Stade Rochelais Charente-Maritime
- 2022 -  Stade Rochelais Charente-Maritime
- 2023 -  Cofidis
- 2024 –  Cofidis
- 2025 –  Saint Michel-Preference Home-Auber93

Biannic · Bravard · Demay · Dreville · Duval · Eraud · Fournier · Gillow · Guilman · Knetemann · Richioud · Yonamine